# Sheldon Cooper
Pour les articles homonymes, voir Cooper.
Dr. Sheldon Lee Cooper est l’un des personnages principaux de la série télévisée américaine The Big Bang Theory (diffusée de 2007 à 2019) et le personnage principal de la série Young Sheldon (diffusée de novembre 2017 à 2024, série dérivée préquelle qui relate l'enfance du personnage). Dans The Big Bang Theory, il est joué par l'acteur américain Jim Parsons ; dans Young Sheldon, il est incarné par Iain Armitage.
Physicien théoricien surdoué originaire du Texas, il entre à l'université à l'âge de 11 ans, obtient un premier doctorat à l'âge de 16 ans - il en obtiendra un second, ainsi qu'un diplôme de notaire - et, devenu chercheur à la California Institute of Technology, enchaîne les prix scientifiques. Outre un QI évalué à 187 (sur l'échelle de Cattell), il dispose d'une mémoire eidétique et de l'oreille absolue. Si ses travaux se sont d'abord concentrés sur la théorie des cordes, il finit par changer de sujet d'étude. Cela l'amène à développer la théorie de la superasymétrie, pour laquelle il partage le Prix Nobel de physique avec sa femme Amy Farrah Fowler.
Ses extraordinaires capacités intellectuelles vont de pair avec un caractère des plus excentriques. Imbu de sa personne, à cheval sur les détails, socialement inadapté, il ne lésine pas sur les critiques et les moqueries, à l'encontre de son entourage d'abord (tel son colocataire et meilleur ami le Dr. Leonard Hofstadter, qu'il ne cesse de rabaisser) et plus généralement de la plupart de ses interlocuteurs, ce qui crée des situations particulièrement comiques. Il demeure toutefois un ami fidèle, honnête (il est incapable de mentir) et (à sa manière) aimant, et peut à son tour compter sur ses amis et sa famille qui n'hésitent pas à lui pardonner ses maladresses.

## Présentation

### Relations sociales
Sheldon est incontestablement le plus brillant scientifique de son groupe d'amis (Leonard, Howard Wolowitz et Rajesh Koothrappali). Il est même convaincu d'être la personne la plus intelligente au monde, et qu'il n'aura pas de véritable « successeur » avant plusieurs siècles. Il ne cesse de chercher à établir sa supériorité intellectuelle, se montrant particulièrement agaçant. Quoique l'ensemble des personnages principaux de la série (à l'exception de Penny et, dans une certaine mesure, de Bernadette Rostenkowski) connaissent des difficultés sur le plan social, Sheldon apparaît comme le plus inadapté du groupe. Incapable de tenir une conversation normale, il a des difficultés à comprendre le sarcasme et manque souvent d'empathie, au point de se mettre à dos la plupart de ses interlocuteurs. Ses manières et son caractère font penser au syndrome d'Asperger.
Quoiqu'il n'en ait pas conscience, Sheldon ne cesse de vexer son entourage. Il rabaisse les recherches et les capacités intellectuelles de Léonard, traite Penny de fille facile, peu éduquée et de serveuse sans utilité, saisit toutes les occasions pour rappeler à Howard que ce dernier n'est qu'un ingénieur sans doctorat. Sa propre mère, Mary Cooper, qui a pourtant un réel ascendant sur lui, n'est pas épargnée, Sheldon ne cessant de critiquer ses croyances religieuses.
Il y a peu de personnes que Sheldon considère comme son égal. Outre quelques grands scientifiques (tel Stephen Hawking) et acteurs célèbres (à l'exemple de Leonard Nimoy, interprète de Spock dans la franchise Star Trek), on citera la mère neuropsychiatre de Léonard, le Dr. Beverly Hofstadter, dont le caractère ressemble fortement au sien, et sa grand-mère Constance "Connie" Tucker ("Meemaw"), dont il est très proche et qui la seule personne à pouvoir s'asseoir à sa place attitrée, sur le canapé du salon.
Etranger aux relations amoureuses, Sheldon rencontre le Dr. Amy Farrah Fowler, brillante neuro-biologiste, dont le caractère et les manières sont à première vue similaires aux siens. D'abord platonique, leur relation devient amoureuse. Après plusieurs années d'une étrange relation, Sheldon finit par avouer son amour (I love you too, saison 8, épisode 8), quoiqu'il demeure incapable de le témoigner physiquement. Amy, qui est devenue plus sociable au contact de ses amies Penny et Bernadette, finit par met un terme à la relation (saison 8, ép. 24), incapable de supporter les excentricités de son petit ami. Sheldon en est profondément affecté. Les deux finissent toutefois par renouer (épisode 10 de la saison 9). Sheldon en viendra même à « offrir ses parties génitales » à Amy, comme cadeau d'anniversaire (épisode 11 de la saison 9). Le couple finit par se fiancer puis se marier à l'issue de la saison 11.
Quoiqu'il ne cesse de se mettre le monde à dos, Sheldon déteste les disputes. Dans l'épisode Disputes insupportables, il met en marche le mixeur de la cuisine afin de masquer les cris de Penny et de Léonard. Cela vient des disputes incessantes de ses parents, liées à l'alcoolisme patent de son père. Il n'aime pas les animaux (quoiqu'il adoptera brièvement un oiseau), déteste le changement et ne peut entrer dans une pièce sans toquer trois fois à la porte, tout en prononçant le nom de la personne à qui il rend visite.

### Psychisme
Sheldon est affecté d'un trouble obsessionnel compulsif (ou névrose obsessionnelle), caractérisé par son obsession de l'ordre, de la perfection et du contrôle. Cela l'a poussé, toute sa vie durant, à s'isoler du reste du monde. Il s'agit d'un mécanisme de défense contre une inadaptabilité sociale qui, durant son enfance, a fait de lui un objet perpétuel de moqueries et de harcèlement. De plus, son désir de souiller s'est transformé en une phobie des germes (formation réactionnelle). La névrose obsessionnelle est une pathologie très contraignante, qui le contraint à s'asseoir à la même place, à ne pas supporter que ses aliments soient mal disposés ou touchés par une autre personne. Ses repas quotidiens sont programmés (contenu de l'assiette, adresse du restaurant, table précise).
À première vue, Sheldon semble atteint du syndrome d'Asperger, une forme d'autisme. Les réalisateurs ont expliqué que pour créer Sheldon, ils n'en ont pas tenu compte et que « son comportement est seulement sheldonesque »[réf. souhaitée]. Il semble également incapable d'absorber toute substance aux effets néfastes : Sheldon devient saoul après avoir bu deux petits verres de vin ou une boisson autre que son thé habituel, ou totalement hyperactif après une tasse de café. Il est, entre autres, inapte à différencier la réalité du virtuel. Ainsi, alors qu'il se sent assez mal, il déclare à Leonard « vouloir prendre l'air », jouant à un jeu où le personnage se balade dehors. Dans les versions américaines, Sheldon finit toujours ses blagues en utilisant le mot Bazinga (traduit en français par je t'ai eu, vlan et idiot jusqu'à la saison 5). De façon surprenante, ça ne lui pose aucun problème de prêter de l'argent, allant jusqu'à se ficher royalement de la date de remboursement (partant du principe qu'il est impossible qu'on le rembourse avant de le pouvoir). Il dépense moins de la moitié de son salaire (46.9 % dans la saison 2) et garde une somme substantielle dans diverses cachettes de son appartement. Il propose spontanément de l'argent à Penny alors en difficulté et ne comprend pas qu'elle puisse refuser ou que ça la gêne. Il détient également plusieurs chèques valant plusieurs milliers de dollars sans les déposer sur son compte, arguant que ce qu'il veut acheter n'a pas été inventé et qu'il ne fait pas confiance aux banques (il pense que les distributeurs de billets seront en première ligne en cas d'attaque robotique). Également, il est incapable de se séparer de ses biens et dispose d'un hangar fermé surnommé «la forteresse de la honte » qui contient tout ce qu'il a possédé, y compris ses brosses à dent. La cause de ses traits atypiques et de son intellect viendrait du fait que sa mère, Mary Cooper, l'aurait fait tomber par terre dans un supermarché lorsqu'il était en bas âge.

### Centres d'intérêt
Sur le plan scientifique, il est en concurrence avec Leslie Winkle. Ils sont chacun partisans d'une théorie et ont des visions totalement différentes sur la physique actuelle. Ils sont toujours en compétition afin de prouver qui d'entre eux est le plus intelligent. Leslie l'appelle toujours Dumbass, ce qui signifie « crétin ». Il doit subir également les moqueries d'Howard Wolowitz, et de Barry Kripke, un autre théoricien travaillant dans la même université. Ne voyant pas d'avenir possible à ses recherches à l'issue de la saison 7, il obtient une promotion au titre de professeur au début de la saison 8, ce qui lui confère le droit de choisir ses propres sujets de recherche mais lui donne également l'obligation d'enseigner.
En plus de la science, Sheldon partage avec ses trois amis leur passion pour les comics ainsi que la plupart des œuvres et l'univers de la culture geek. Ce domaine nourrit nombre de leurs activités, discussions, débats et disputes. Ils se retrouvent souvent à traîner ensemble au Comic Center, magasin spécialisé tenu par Stuart, afin de lire ou acheter des bandes dessinées mais également tout objet de collection qui captiverait leur intérêt. Tous les quatre sont également des visiteurs assidus de conventions, principalement du Comic-Con.
Par ailleurs, Sheldon est un passionné de trains, et n'hésite jamais à étaler son savoir sur le sujet. Cette passion le suit dans toutes les saisons. Elle sera même un des sujets principaux de l'épisode 3 de la saison 5, où l'on voit Sheldon acheter puis jouer avec un train électrique. Il animera également une émission web sur les drapeaux et leurs origines, Fun with Flags.

## Famille
La famille de Sheldon contraste fortement avec lui, car ils ne sont ni scientifiques, ni intellectuels.
La mère de Sheldon, Mary, est une fervente évangélique et ses croyances spirituelles sont souvent en contradiction avec le travail scientifique de son fils Sheldon. Néanmoins, Mary apparaît comme une bonne mère et est le seul personnage qui ait jamais été en mesure de contrôler Sheldon. Leonard décrit Mary comme la kryptonite de Sheldon. Ce dernier n'apprécie pas l'idée contradictoire que sa mère, veuve et chrétienne prêchant la morale biblique à tout-va, puisse avoir des relations intimes et charnelles avec quelqu'un d'autre que son père (surtout depuis qu'il l'a surprise involontairement dans des ébats avec un inconnu durant une visite surprise au Texas). Il n'aime d'ailleurs pas Alfred Hofstadter, le père divorcé de Leonard dont « la tête ne lui revient pas », parce qu'il a sympathisé avec Mary (ce que Sheldon interprète de travers) lors de la réunion des familles et invités de Leonard et Penny pour leur cérémonie organisée après mariage.
Sheldon a une sœur jumelle, Melissa "Missy". Grande et attrayante, elle capte immédiatement l'attention de Leonard, Howard et Rajesh. Leonard parvient à convaincre Sheldon que les ovules de sa sœur contiennent une potentielle « mutation génétique supérieure » comme lui, et il refuse donc que ses amis la fréquentent. Elle accouche au domicile familial d'un fils de prénom inconnu, neveu de « oncle Dr Cooper ». Lorsque la famille se réunit pour son mariage avec Amy, Missy est séparée du père et de nouveau enceinte.
Sheldon a aussi un frère aîné, George Jr, qui fait sa première apparition dans la saison 11 et qu'il considère comme l'un de ses plus vieux ennemis, ne l'ayant jamais mentionné sous un jour favorable et déjà dit à Howard comme il l'enviait de ne pas avoir de frère. Leur relation étant conflictuelle depuis l'enfance, Sheldon doit le revoir après une décennie passée à s'ignorer et réussir à le convaincre (malgré lui par contrainte imposée par leur mère) de venir assister à son propre mariage.
Le père de Sheldon, George Sr, est décédé avant le début de la série et est considéré comme un péquenaud texan, souvent présenté comme un homme bas-de-plafond par Sheldon et Mary. On apprend au cours de la saison 7 que celui-ci est mort quand Sheldon avait 14 ans. Plus tard, Sheldon raconte que son père le forçait à regarder le football. On apprend également que son père avait des problèmes avec l'alcool.
Une autre femme de sa famille a aussi beaucoup d'emprise sur lui : sa fameuse grand-mère maternelle « Meemaw » ou « Maminette » (de son vrai nom Constance, la mère de Mary), évoquée de nombreuses fois dans la série (et toujours avec affection) par Sheldon : celui-ci l'aime tellement qu'elle est la seule personne connue de toute la série à avoir le droit explicite d'occuper sa place réservée sur le canapé (même en sa présence). Elle est également la seule à avoir une influence naturelle sur lui et ses attitudes obsessionnelles (là où Mary use plutôt de stratagèmes et de son autorité maternelle). Cependant, dans l'épisode où elle apparaît pour la première fois en lui rendant visite, Sheldon s'oppose aussi pour la première fois à elle afin de défendre sa relation avec Amy, qu'elle prend en grippe dès leur première rencontre à cause du tort que leur précédente rupture (de l'initiative d'Amy) avait causé à son petit-fils.
Dans le dernier épisode de Young Sheldon on apprend qu'il a eu un fils, Leonard Cooper, qui a obtenu un diplôme et qui se passionne pour le hockey (il joue d'ailleurs dans une équipe nommée "Pingouins"). Il a aussi une fille non nommée que Penny a gardée et qui veut prendre des cours d'art dramatique[réf. nécessaire].

## Éponymie

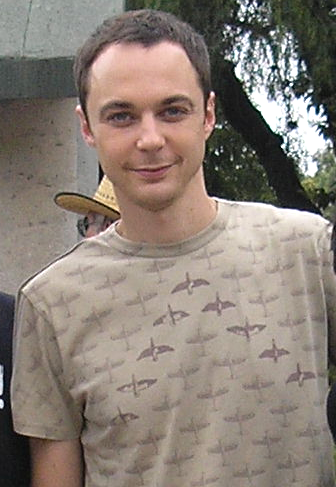
Jim Parsons en 2008 lors d'une tournée avec le reste du casting de The Big Bang Theory.

Les prénoms des deux personnages Sheldon et Leonard viennent du producteur Sheldon Leonard, qui a produit des shows télévisés, et dont Bill Prady et Chuck Lorre sont fans. Leurs noms sont ceux de trois colauréats respectifs du prix Nobel de physique, Sheldon Lee Glashow, Leon Neil Cooper et Robert Hofstadter. On peut apprendre dans l'épisode 24 de la saison 5 que Sheldon vit à Cordova St, Pasadena, California grâce à une vue google Earth de l'appartement. Mais dans l'épisode 5 de la saison 4, Sheldon essayant de faire fuir Amy décide de retirer l'un des chiffres de son adresse qui est 2311 Los Robles. Il correspond en réalité au 215 S Madison Ave, Pasadena, CA, États-Unis.
En 2012, des biologistes ont découvert une nouvelle espèce brésilienne d'abeilles qu'ils ont nommée Euglossa bazinga (en), allusion à une expression typique de Sheldon lorsqu'il fait une blague. Ironiquement, Sheldon Cooper est allergique aux abeilles. Bazinga (en) est aussi le nom donné à un nouveau genre de méduses découvert en Australie.
Le personnage de Sheldon a également donné son nom à l'astéroïde (246247) Sheldoncooper.

## Accueil
Le personnage de Sheldon Cooper est souvent cité comme une des raisons principales qui ont fait le succès de la série en raison notamment de l'interprétation de l'acteur Jim Parsons et des répliques du personnage. L'acteur a reçu l'Emmy du meilleur acteur dans une série comique en 2010 ainsi qu'en 2011, 2013 et 2014, et un Golden Globe en 2011 pour ce rôle.